# Burg Orlebach
Die Burg Orlebach ist eine abgegangene Burg bei Zweibrücken in Rheinland-Pfalz. Ihre Lage wird in oder bei der abgegangenen Siedlung Orlebach westlich des Auerbachs im Gebiet des heutigen Zweibrücker Stadtteils Oberauerbach auf einer Felsnase am „Mühlberg“ vermutet. 
Die Burg wird nur zweimal erwähnt. Graf Walram II. von Zweibrücken verpfändete 1335 neben anderen Rechten auch sein Öffnungsrecht an der Burg Orlebach an Erzbischof Balduin von Trier. Der Graf besaß die Burg also nicht eigentümlich, sondern nur das Öffnungsrecht. 1382 verkaufte der Edelknecht Wilhelm von Orlebach dem Grafen Simon Wecker von Zweibrücken-Bitsch seine Hälfte der alten und neuen Feste Orlebach mit allem Zubehör; die andere Hälfte hatte Wilhelms Schwestersohn Emich Vünker von Wartenberg in Besitz. Carl Pöhlmann weist die Burg Orlebach einer Zweibrücker Familie zu, die unter dem Namen von Orlebach oder Orlebecher zwischen 1340 und 1403 auftritt und durch Wappengleichheit mit den Zweibrücker Familien der Slump, Harnisch und Mauchenheimer genealogisch verbunden scheint.
Nach mündlicher Überlieferung der Oberauerbacher seien die Mauerreste und später der Felsklotz, auf dem sie sich erhoben hatten, von Baulustigen abgetragen worden.